# Saison NBA 1974-1975
Navigation
Saison 1973-1974 Saison 1975-1976
La saison NBA 1974-1975 est la 26e saison de la NBA (la 29e en comptant les trois saisons de BAA). Les Golden State Warriors remportent le titre NBA en battant en Finale les Washington Bullets 4 victoires à 0.

## Faits notables
- Le All-Star Game 1975 s'est déroulé au Arizona Veterans Memorial Coliseum à Phoenix, où les All-Star de l'Est ont battu les All-Star de l'Ouest 108-102. Walt Frazier (Knicks de New York) a été élu Most Valuable Player.
- Les New Orleans Jazz deviennent la 18e franchise de la NBA.
- Le nombre d'équipes classées pour les playoffs passent de quatre à cinq et un tour supplémentaire de playoffs est créé.
- Les Capital Bullets sont renommés en Washington Bullets.

## Classements de la saison régulière
| Champion de division | Qualifié pour les playoffs | Non qualifié pour les playoffs |

### Par division
| Division Atlantique   | V  | D  | PCT  | GB |
| --------------------- | -- | -- | ---- | -- |
| Celtics de Boston     | 60 | 22 | 73.2 | -  |
| Braves de Buffalo     | 49 | 33 | 59.8 | 11 |
| Knicks de New York    | 40 | 42 | 48.8 | 20 |
| 76ers de Philadelphie | 34 | 48 | 41.5 | 26 |

| Division Centrale           | V  | D  | PCT  | GB |
| --------------------------- | -- | -- | ---- | -- |
| Bullets de Washington       | 60 | 22 | 73.2 | -  |
| Rockets de Houston          | 41 | 41 | 50.0 | 19 |
| Cavaliers de Cleveland      | 40 | 42 | 48.8 | 20 |
| Hawks d'Atlanta             | 31 | 51 | 37.8 | 19 |
| Jazz de La Nouvelle-Orléans | 23 | 59 | 28.0 | 37 |

| Division Midwest           | V  | D  | PCT  | GB |
| -------------------------- | -- | -- | ---- | -- |
| Bulls de Chicago           | 47 | 35 | 57.3 | -  |
| Kings de Kansas City-Omaha | 44 | 38 | 53.7 | 3  |
| Pistons de Détroit         | 40 | 42 | 48.8 | 7  |
| Bucks de Milwaukee         | 38 | 44 | 46.3 | 9  |

| Division Pacifique         | V  | D  | PCT  | GB |
| -------------------------- | -- | -- | ---- | -- |
| Warriors de Golden State C | 48 | 34 | 58.5 | -  |
| SuperSonics de Seattle     | 43 | 39 | 52.4 | 5  |
| Trail Blazers de Portland  | 38 | 44 | 46.3 | 10 |
| Suns de Phoenix            | 32 | 50 | 39.0 | 16 |
| Lakers de Los Angeles      | 30 | 52 | 36.6 | 18 |

### Par conférence
| Conférence Est | Conférence Est              | Conférence Est | Conférence Est | Conférence Est |
| No             | Franchise                   | Vic.           | Déf.           | PCT            |
| -------------- | --------------------------- | -------------- | -------------- | -------------- |
| 1              | Celtics de Boston           | 60             | 22             | 73.2           |
| 2              | Bullets de Washington       | 60             | 22             | 73.2           |
| 3              | Braves de Buffalo           | 49             | 33             | 59.8           |
| 4              | Rockets de Houston          | 41             | 41             | 50.0           |
| 5              | Knicks de New York          | 40             | 42             | 48.8           |
|                |                             |                |                |                |
| 6              | Cavaliers de Cleveland      | 40             | 42             | 48.8           |
| 7              | 76ers de Philadelphie       | 34             | 48             | 41.5           |
| 8              | Hawks d'Atlanta             | 31             | 51             | 37.8           |
| 9              | Jazz de La Nouvelle-Orléans | 23             | 59             | 28.0           |

| Conférence Ouest | Conférence Ouest           | Conférence Ouest | Conférence Ouest | Conférence Ouest |
| No               | Franchise                  | Vic.             | Déf.             | PCT              |
| ---------------- | -------------------------- | ---------------- | ---------------- | ---------------- |
| 1                | Warriors de Golden State C | 48               | 34               | 58.5             |
| 2                | Bulls de Chicago           | 47               | 35               | 57.3             |
| 3                | Kings de Kansas City-Omaha | 44               | 38               | 53.7             |
| 4                | SuperSonics de Seattle     | 43               | 39               | 52.4             |
| 5                | Pistons de Détroit         | 40               | 42               | 48.8             |
|                  |                            |                  |                  |                  |
| 6                | Trail Blazers de Portland  | 38               | 44               | 46.3             |
| 6                | Bucks de Milwaukee         | 38               | 44               | 46.3             |
| 8                | Suns de Phoenix            | 32               | 50               | 39.0             |
| 9                | Lakers de Los Angeles      | 30               | 52               | 36.6             |

C - Champions NBA

## Play-offs
|  | Premier tour     | Premier tour           | Premier tour             |                        |   | Demi-finales de Conférence | Demi-finales de Conférence | Demi-finales de Conférence |  |   | Finales de Conférence    | Finales de Conférence | Finales de Conférence |   |  | Finales NBA | Finales NBA | Finales NBA |
|  |                  |                        |                          |                        |   |                            |                            |                            |  |   |                          |                       |                       |   |  |             |             |             |
|  |                  |                        |                          |                        |   |                            |                            |                            |  |   |                          |                       |                       |   |  |             |             |             |
|  |                  | 1                      | Celtics de Boston        | 4                      |   |                            |                            |                            |  |   |                          |                       |                       |   |  |             |             |             |
|  |                  |                        |                          | 4                      |   |                            |                            |                            |  |   |                          |                       |                       |   |  |             |             |             |
|  |                  |                        | 4                        | Rockets de Houston     | 1 |                            |                            |                            |  |   |                          |                       |                       |   |  |             |             |             |
|  | 4                | Rockets de Houston     | 4                        | Rockets de Houston     | 1 | 2                          |                            |                            |  |   |                          |                       |                       |   |  |             |             |             |
|  | 4                | Rockets de Houston     |                          |                        |   | 2                          |                            |                            |  |   |                          |                       |                       |   |  |             |             |             |
|  | 5                | Knicks de New York     | 1                        |                        |   |                            |                            |                            |  |   |                          |                       |                       |   |  |             |             |             |
|  | 5                | Knicks de New York     | 1                        |                        |   |                            |                            |                            |  | 1 | Celtics de Boston        | 2                     |                       |   |  |             |             |             |
|  | Conférence Est   |                        |                          |                        |   |                            |                            |                            |  | 1 | Celtics de Boston        | 2                     |                       |   |  |             |             |             |
|  |                  | 2                      | Bullets de Washington    | 4                      |   |                            |                            |                            |  |   |                          |                       |                       |   |  |             |             |             |
|  |                  | 2                      | Bullets de Washington    | 4                      |   |                            |                            |                            |  |   |                          |                       |                       |   |  |             |             |             |
|  |                  |                        |                          |                        |   |                            |                            |                            |  |   |                          |                       |                       |   |  |             |             |             |
|  |                  |                        |                          |                        |   |                            |                            |                            |  |   |                          |                       |                       |   |  |             |             |             |
|  |                  | 3                      | Braves de Buffalo        | 3                      |   |                            |                            |                            |  |   |                          |                       |                       |   |  |             |             |             |
|  |                  |                        |                          | 3                      |   |                            |                            |                            |  |   |                          |                       |                       |   |  |             |             |             |
|  |                  |                        | 2                        | Bullets de Washington  | 4 |                            |                            |                            |  |   |                          |                       |                       |   |  |             |             |             |
|  |                  |                        | 2                        | Bullets de Washington  | 4 |                            |                            |                            |  |   |                          |                       |                       |   |  |             |             |             |
|  |                  |                        |                          |                        |   |                            |                            |                            |  |   |                          |                       |                       |   |  |             |             |             |
|  |                  |                        |                          |                        |   |                            |                            |                            |  |   |                          |                       |                       |   |  |             |             |             |
|  |                  |                        |                          |                        |   |                            |                            |                            |  |   |                          | E2                    | Bullets de Washington | 0 |  |             |             |             |
|  |                  |                        |                          |                        |   |                            |                            |                            |  |   |                          |                       |                       |   |  |             |             |             |
|  |                  | O1                     | Warriors de Golden State | 4                      |   |                            |                            |                            |  |   |                          |                       |                       |   |  |             |             |             |
|  |                  | O1                     | Warriors de Golden State | 4                      |   |                            |                            |                            |  |   |                          |                       |                       |   |  |             |             |             |
|  |                  |                        |                          |                        |   |                            |                            |                            |  |   |                          |                       |                       |   |  |             |             |             |
|  |                  |                        |                          |                        |   |                            |                            |                            |  |   |                          |                       |                       |   |  |             |             |             |
|  |                  | 1                      | Warriors de Golden State | 4                      |   |                            |                            |                            |  |   |                          |                       |                       |   |  |             |             |             |
|  |                  |                        |                          | 4                      |   |                            |                            |                            |  |   |                          |                       |                       |   |  |             |             |             |
|  |                  |                        | 5                        | SuperSonics de Seattle | 2 |                            |                            |                            |  |   |                          |                       |                       |   |  |             |             |             |
|  | 4                | SuperSonics de Seattle | 5                        | SuperSonics de Seattle | 2 | 2                          |                            |                            |  |   |                          |                       |                       |   |  |             |             |             |
|  | 4                | SuperSonics de Seattle |                          |                        |   | 2                          |                            |                            |  |   |                          |                       |                       |   |  |             |             |             |
|  | 5                | Pistons de Détroit     | 1                        |                        |   |                            |                            |                            |  |   |                          |                       |                       |   |  |             |             |             |
|  | 5                | Pistons de Détroit     | 1                        |                        |   |                            |                            |                            |  | 1 | Warriors de Golden State | 4                     |                       |   |  |             |             |             |
|  | Conférence Ouest |                        |                          |                        |   |                            |                            |                            |  | 1 | Warriors de Golden State | 4                     |                       |   |  |             |             |             |
|  |                  | 3                      | Bulls de Chicago         | 3                      |   |                            |                            |                            |  |   |                          |                       |                       |   |  |             |             |             |
|  |                  | 3                      | Bulls de Chicago         | 3                      |   |                            |                            |                            |  |   |                          |                       |                       |   |  |             |             |             |
|  |                  |                        |                          |                        |   |                            |                            |                            |  |   |                          |                       |                       |   |  |             |             |             |
|  |                  |                        |                          |                        |   |                            |                            |                            |  |   |                          |                       |                       |   |  |             |             |             |
|  |                  | 3                      | Kings de Kansas City     | 2                      |   |                            |                            |                            |  |   |                          |                       |                       |   |  |             |             |             |
|  |                  |                        |                          | 2                      |   |                            |                            |                            |  |   |                          |                       |                       |   |  |             |             |             |
|  |                  |                        | 2                        | Bulls de Chicago       | 4 |                            |                            |                            |  |   |                          |                       |                       |   |  |             |             |             |
|  |                  |                        | 2                        | Bulls de Chicago       | 4 |                            |                            |                            |  |   |                          |                       |                       |   |  |             |             |             |
|  |                  |                        |                          |                        |   |                            |                            |                            |  |   |                          |                       |                       |   |  |             |             |             |

## Conférence Ouest

### Premier tour
(4)  SuperSonics de Seattle contre (5) Pistons de Détroit :
Les SuperSonics remportent la série 2-1
- Game 1 @ Seattle:  Seattle 90, Detroit 77
- Game 2 @ Detroit:  Detroit 122, Seattle 106
- Game 3 @ Seattle:  Seattle 100, Detroit 93

### Demi-finale de Conférence
(1) Golden State Warriors contre (4) Seattle SuperSonics:
Les Warriors remportent la série 4-2
- Game 1 @ Golden State:  Golden State 123, Seattle 96
- Game 2 @ Golden State:  Seattle 100, Golden State 99
- Game 3 @ Seattle:  Golden State 105, Seattle 96
- Game 4 @ Seattle:  Seattle 111, Golden State 94
- Game 5 @ Golden State:  Golden State 124, Seattle 100
- Game 6 @ Seattle:  Golden State 105, Seattle 96

(2) Chicago Bulls contre (3) Kansas City Kings:
Les Bulls remportent la série 4-2
- Game 1 @ Chicago:  Chicago 95, Kansas City 89
- Game 2 @ Chicago:  Kansas City 102, Chicago 95
- Game 3 @ Kansas City:  Chicago 93, Kansas City 90
- Game 4 @ Kansas City:  Kansas City 104, Chicago 100
- Game 5 @ Chicago:  Chicago 104, Kansas City 77
- Game 6 @ Kansas City:  Chicago 101, Kansas City 89

### Finale de Conférence
(1) Golden State Warriors contre (2) Chicago Bulls:
Les Warriors remportent la série 4-3
- Game 1 @ Golden State:  Golden State 107, Chicago 89
- Game 2 @ Chicago:  Chicago 90, Golden State 89
- Game 3 @ Chicago:  Chicago 108, Golden State 101
- Game 4 @ Golden State:  Golden State 111, Chicago 106
- Game 5 @ Golden State: Chicago 89, Golden State 79
- Game 6 @ Chicago: Golden State 86, Chicago 72
- Game 7 @ Golden State: Golden State 83, Chicago 79

## Conférence Est

### Premier tour
(4) Houston Rockets vs. (5) Knicks de New York:
Les Rockets remportent la série 2-1
- Game 1 @ Houston:  Houston 99, New York 84
- Game 2 @ New York:  New York 106, Houston 96
- Game 3 @ Houston: Houston 118, New York 86

### Demi-finales de Conférence
(1) Celtics de Boston contre (4) Houston Rockets:
Les Celtics remportent la série 4-1
- Game 1 @ Boston:  Boston 123, Houston 106
- Game 2 @ Boston:  Boston 112, Houston 100
- Game 3 @ Houston:  Houston 117, Boston 102
- Game 4 @ Houston:  Boston 122, Houston 117
- Game 5 @ Boston:  Boston 128, Houston 115

(2) Washington Bullets contre (3) Buffalo Braves:
Les Bullets remportent la série 4-3
- Game 1 @ Washington:  Buffalo 113, Washington 102
- Game 2 @ Buffalo:  Washington 120, Buffalo 106
- Game 3 @ Washington:  Washington 111, Buffalo 96
- Game 4 @ Buffalo:  Buffalo 108, Washington 102
- Game 5 @ Washington:  Washington 97, Buffalo 93
- Game 6 @ Buffalo:  Buffalo 102, Washington 96
- Game 7 @ Washington: Washington 115, Buffalo 96

### Finale de Conférence
(1) Celtics de Boston contre (2) Washington Bullets:
Les Bullets remportent la série 4-2
- Game 1 @ Boston:  Washington 100, Boston 95
- Game 2 @ Washington:  Washington 117, Boston 92
- Game 3 @ Boston:  Boston 101, Washington 90
- Game 4 @ Washington:  Washington 119, Boston 108
- Game 5 @ Boston:  Boston 103, Washington 99
- Game 6 @ Washington:  Washington 98, Boston 92

## Finales NBA
(1) Golden State Warriors contre (1) Washington Bullets:
Les Warriors remportent la série 4-0
- Game 1 @ Washington:  Golden State 101, Washington 95
- Game 2 @ Golden State:  Golden State 92, Washington 91
- Game 3 @ Golden State:  Golden State 109, Washington 101
- Game 4 @ Washington:  Golden State 96, Washington 95

## Leaders de la saison régulière
| Catégorie                  | Joueur              | Équipe                | Statistique |
| -------------------------- | ------------------- | --------------------- | ----------- |
| Points par match           | Bob McAdoo          | Buffalo Braves        | 34.5        |
| Rebonds par match          | Wes Unseld          | Washington Bullets    | 14.8        |
| Passes décisives par match | Kevin Porter        | Washington Bullets    | 8.0         |
| Interceptions par match    | Rick Barry          | Golden State Warriors | 2.9         |
| Contres par match          | Kareem Abdul-Jabbar | Milwaukee Bucks       | 3.3         |
| % aux tirs                 | Don Nelson          | Celtics de Boston     | 53.9        |
| % aux lancers-francs       | Rick Barry          | Golden State Warriors | 90.4        |

## Récompenses individuelles
- Most Valuable Player : Bob McAdoo, Buffalo Braves
- Rookie of the Year : Jamaal Wilkes, Golden State Warriors
- Coach of the Year : Phil Johnson, Kansas City Kings
- Executive of the Year : Dick Vertlieb, Golden State Warriors
- J.Walter Kennedy Sportsmanship Award : Wes Unseld, Washington Bullets

- All-NBA First Team :
  - Nate Archibald, Kansas City Kings
  - Walt Frazier, Knicks de New York
  - Elvin Hayes, Washington Bullets
  - Rick Barry, Golden State Warriors
  - Bob McAdoo, Buffalo Braves

- All-NBA Second Team :
  - John Havlicek, Celtics de Boston
  - Spencer Haywood, Seattle SuperSonics
  - Dave Cowens, Celtics de Boston
  - Phil Chenier, Washington Bullets
  - Jo Jo White, Celtics de Boston

- NBA All-Rookie Team :
  - Scott Wedman, Kansas City Kings
  - Tommy Burleson, Seattle SuperSonics
  - Jamaal Wilkes, Golden State Warriors
  - Brian Winters, Los Angeles Lakers
  - John Drew, Hawks d'Atlanta

- NBA All-Defensive First Team :
  - John Havlicek, Celtics de Boston
  - Paul Silas, Celtics de Boston
  - Kareem Abdul-Jabbar, Milwaukee Bucks
  - Jerry Sloan, Chicago Bulls
  - Walt Frazier, Knicks de New York

- NBA All-Defensive Second Team :
  - Elvin Hayes, Washington Bullets
  - Bob Love, Chicago Bulls
  - Dave Cowens, Celtics de Boston
  - Norm Van Lier, Chicago Bulls
  - Don Chaney, Celtics de Boston

- MVP des Finales : Rick Barry, Golden State Warriors